# Haikel Gmamdia
Haikel Gmamdia, également orthographié Haikel Guemamdia (arabe : هيكل قمامدية), né le 22 décembre 1981 à Gafsa, est un footballeur tunisien. 
Formé à l'Union sportive de Gafsa (club amateur), il joue au poste d'attaquant avec l'équipe de Tunisie.

## Carrière

### Clubs
- 2000-2005 : Club sportif sfaxien (Tunisie)
- 2005-2008 : Racing Club de Strasbourg (France)
  - 2006-2007 : Al-Ahli SC (Djeddah) (Arabie saoudite), prêt
  - 2007-2008 : Fotbal Club Ceahlăul Piatra Neamț (Roumanie), prêt
- 2008-2012 : Club sportif sfaxien (Tunisie)
  - 2010-2011 : Al Ahly Benghazi SC (Libye), prêt

### Biographie
Deux fois meilleur buteur du championnat tunisien, Gmamdia est transféré à l'été 2005 au Racing Club de Strasbourg (RCS) pour 2,5 millions d'euros. 
Il a alors la lourde tâche de faire oublier Mamadou Niang qui vient de quitter le RCS pour l'Olympique de Marseille. Il joue son premier match en Ligue 1 le 14 août 2005 contre l'AS Monaco. Aux prises avec des problèmes d'adaptation, Gmamdia ne parvient pas à s'imposer comme titulaire et ses piètres performances lui valent d'être pris en grippe par une partie du public et par l'encadrement. Bien qu'attaquant de pointe, il n'a à ce jour marqué aucun but pour Strasbourg en compétition (L1, Coupes et même CFA). Gmamdia a été prêté à deux reprises, successivement en Arabie saoudite et en Roumanie.
Il est sous contrat à Strasbourg jusqu'en 2009 mais, lors du transfert estival de 2008, les dirigeants du Club sportif sfaxien trouvent un arrangement avec le RCS : Gmamdia signe alors un contrat de deux ans en faveur du CSS. Il rejoint ensuite Al Ahly Benghazi SC

### Équipe nationale
Il honore sa première sélection le 26 mars 2005 et marque son premier but le 27 mars contre le Malawi (deuxième minute). Il participe également à la Coupe des confédérations 2005, à la CAN 2006 et à la coupe du monde 2006 avec l'équipe de Tunisie. Il ne faisait pas partie des 23 joueurs sélectionnés initialement mais a rejoint le groupe en remplacement de Mehdi Meriah.

## Palmarès
- Coupe de la confédération : 2008
- Coupe nord-africaine des vainqueurs de coupe : 2009
- Ligue des champions arabes : 2004
- Championnat de Tunisie : 2005
- Coupe de Tunisie : 2004, 2009
- Coupe de l'Émir d'Arabie saoudite : 2007